# Xanthosphaera minuta
Xanthosphaera minuta är en skalbaggsart som först beskrevs av Ahrens 1812.  Xanthosphaera minuta ingår i släktet Xanthosphaera, och familjen mycelbaggar. Arten är reproducerande i Sverige.